# A temetetlen halott
A temetetlen halott magyar–szlovák–lengyel nagyjátékfilm Mészáros Márta rendezésében, amely Nagy Imre életének az 1956-os forradalom leverése utáni részét mutatja be, a jugoszláv követségre menekülésétől fogságán és perén át 1958. június 16-án történt kivégzéséig. Története több síkon zajlik, Nagy Erzsébet apjáról szóló visszaemlékezései váltakoznak Nagy Imre életének eseményeivel és gyermekkori emlékeivel. Nem történelmi film, Nagy Imrét, családtagjait és ellenfeleit érzelmi oldalról próbálja megközelíteni.
Mészáros Márta és Pataki Éva négy évig dolgozott a forgatókönyvön Nagy Erzsébet és Rainer M. János történész segítségével, számos eredeti dokumentum, köztük a börtönjegyzőkönyvek és Nagy Imre snagovi fogsága alatt írt levelei és önéletrajzi írásai alapján.

## Szereplők
| Szerep          | Színész                |
| --------------- | ---------------------- |
| Nagy Imre       | Jan Nowicki            |
| Nagy Imre       | Ujlaki Dénes (hang)    |
| Égető Mária     | Moór Marianna          |
| Orvos           | Cserhalmi György       |
| Nagy Erzsébet   | Horváth Lili           |
| Kállai Gyula    | Kulka János            |
| Vida Ferenc     | Mácsai Pál             |
| Münnich Ferenc  | Andorai Péter          |
| Jánosi Ferenc   | Csuja Imre             |
| Tildy Zoltán    | Csányi Sándor          |
| Donáth Ferenc   | Őze Áron               |
| Szabó Rozália   | Gubík Ági              |
| Csoport tag     | Csankó Zoltán          |
| Kihallgatótiszt | Jan Frycz              |
| Kihallgatótiszt | Hollósi Frigyes (hang) |

## Nézettség
A nézettségi adatok szerint 122 901 jegyet adtak el rá.

## Díjak
- 36. Magyar Filmszemle (2005): legjobb férfi alakítás (Cserhalmi György)
- Pessac Nemzetközi Történelmi Filmfesztivál 2005: közönségdíj

## Forrás
- A temetetlen halott, Magyar Nemzeti Digitális Archívum és Filmintézet (MaNDA)
- A temetetlen halott, filmunio.eu